# Martin Willich (Pastor)
Martin Willich (* 1583 in Falkenberg (Mark); † 1. Juni 1633 in Hamburg) war ein deutscher lutherischer Theologe.

## Leben
Über Willichs Herkunft ist bisher wenig bekannt geworden. Die allgemeine Lexika schreiben, er wurde in Berlin geboren. Schaut man allerdings auf seinen akademischen Werdegang, so treten dort Diskrepanzen auf, die dies bezweifeln lassen. Denn er führt bei seinem Herkunftsortangaben ausschließlich die Bezeichnung Falcoburgensis oder Falckenb. Marchius (Falkenberg/Mark) an. So zunächst bei seiner im Sommersemester 1600 erfolgten Immatrikulation an der brandenburgischen Universität Frankfurt/Oder. Diese Hochschule scheint er jedoch nicht gleich besucht zu haben. Denn im Jahr 1603 verteidigte er am fürstlichen Pädagogium in Stettin unter dem Rektor Christoph Butel eine theologische Abhandlung. Anschließend scheint er seine philosophischen Grundstudien in Frankfurt aufgenommen zu haben. Diese setzte am 2. August 1606 an der Universität Wittenberg fort. Hier erwarb er am 22. September 1607 den Grad eines Magisters der sieben freien Künste. Seine theologische Ausbildung setzte er am 9. Mai 1608 an der Universität Gießen fort. Hier verteidigte er unter Balthasar Mentzer der Ältere Disputatio De Sacra Coena Complectens Mataeologiam Sacramentariam, eiusq[ue] examen de sano verborum Institutionis sensu. 1609 avancierte zum Rektor am Gymnasium in Cölln an der Spree, war dann ab 1612 Diakon und kurze Zeit später Archidiakon an der dortigen St. Petrikirche sowie Hofprediger des Kurfürsten Johann Sigismund und Beisitzer im Konsistorium von Brandenburg. Von diesen Ämtern wurde er 1614 im Zuge der Konversion Johann Sigismunds zum reformierten Bekenntnis vertrieben. Er begab sich nach Hamburg, wo er am 3. Mai 1614 Hauptpastor an der St. Katharinenkirche wurde. 1620 übernahm er zusätzlich das Amt des Seniors des Hamburgischen Geistlichen Ministeriums. Von 1621 bis 1623 hielt er theologische Vorlesungen am Akademischen Gymnasium Hamburg. Eine ihm angetragene Professur der orientalischen Sprachen hatte er 1613 abgelehnt.
Aus seiner 1609 geschlossenen Ehe mit der aus Breslau stammenden Elisabeth Beutel/Butelius (* 1583; † 15. Februar 1631 in Hamburg) stammten die Söhne Christoph Friedrich Willich, Christian Martin Willich und die Tochter Anna Willich. Aus seiner 1632 in Hamburg geschlossenen zweiten Ehe mit Margareta Knake (verwitwete Heckfeld) stammt der Sohn Gottfried Willich. Laut dem „Hausbuch des Prenzlauer Advokaten Moritz Butelius“ stammt Elisabeth Butelius aus Kyritz und war eine Schwester von Moritz (1588–1632) und Christof Butelius. Alle drei waren Kinder des Kaufmanns und Ratsverwandten Christoph Butelius (1540–1592) und der Elisabeth Heinatz (um 1550–1625) und Enkel von Olof Buttel aus Unna in Westphalen.

## Werkauswahl
- Disputationes Metaphysicas Berlin 1609
- Disputationes Logicas Berlin 1610
de nature Logicae
De quinque categorematis Porphyrii
De protheoriis & categoria substantiae
- Elenchum declamationum & disputationum. Berlin 1610
- Disputationes II de natura philosophiae practicae. Berlin 1610
- Disputationes II de summo bono politico. Berlin 1610
- Disputationes III de ente. Berlin 1610
- Disputationes III de tribus rerum naturalium principiis. Berlin 1610
- Disputationes III de natura. Berlin 1610
- Disputationes de quaestionibus miscellaneis. Hamburg 1610